# 제트 (2001년생 프로게이머)
제트(본명: 배호영, 2001년 7월 23일 ~ )는 대한민국의 리그 오브 레전드 프로게이머이다. 포지션은 미드라이너이다. 아이디는 Jett를 사용한다. 과거에는 Plex라는 아이디를 사용했다. 현재 센고쿠 게이밍 소속이다.

## 선수 경력
2019년 5월, LNG e스포츠에 입단하면서 프로 커리어를 시작했다. 서머 시즌 팀의 주전 미드라이너로 활동하면서 좋은 모습을 보여주었다.
2020시즌을 앞두고 팀 WE에 입단했다. 스프링 시즌 간간히 출전했지만 주전 경쟁에서 실패하면서 서브 선수로 밀려났다. 서머 시즌에서는 출전하지 못했다.
2021시즌을 앞두고 LNG e스포츠에 입단했다. 스프링 시즌 아이콘에게 밀리며 서브 선수로 활동했다.
2021 서머 시즌 2라운드를 앞두고 DRX에 입단했다. 서머 시즌 솔카를 밀어내고 팀의 주전 미드라이너로 활동했다. 2021시즌 종료 후 팀에서 퇴단했다.
2022시즌을 앞두고 센고쿠 게이밍에 입단했다.

## 소속팀
| # | 팀명          | 소속 기간               | 소속 리그 | 비고 |
| - | ------------- | ----------------------- | --------- | ---- |
| 1 | LNG e스포츠   | 2019.05.23 ~ 2019.12.16 | LPL       |      |
| 2 | 팀 WE         | 2020.01.06 ~ 2020.12.15 | LPL       |      |
| 3 | LNG e스포츠   | 2020.12.17 ~ 2021.06.02 | LPL       |      |
| 4 | DRX           | 2021.07.02 ~ 2021.12.13 | LCK       |      |
| 5 | 센고쿠 게이밍 | 2021.12.13 ~            | LJL       |      |

## 수상 내역
- KeG Championship 2018 우승 (KeG 서울)
- IeSF 10th Esports World Championship 우승 (대한민국)